# Hockey Pro League 2020 (vrouwen)
De Hockey Pro League voor vrouwen werd in 2020 voor de tweede keer gehouden. Het toernooi ging in januari 2020 van start en zou aanvankelijk tot juni 2020 lopen. Door de coronapandemie en de daarmee samenhangende reisbeperkingen was het niet mogelijk alle wedstrijden voor de geplande einddatum te spelen en besloot de Internationale Hockey Federatie (FIH), in samenspraak met de deelnemende nationale hockeybonden, het toernooi te verlengen tot juni 2021. De uitgestelde wedstrijden werden zoveel mogelijk geherprogrammeerd in overeenstemming met de wisselende reisbeperkingen in de verschillende landen. Op 28 mei 2021 maakte de FIH bekend dat alleen de wedstrijden van 30 mei en 26/27 juni nog zouden worden gespeeld en de overige 30 wedstrijden definitief waren afgelast.  Omdat van de 70 geplande wedstrijden er 30 waren afgelast en omdat niet alle teams hetzelfde aantal wedstrijden hadden kunnen spelen, werd de einduitslag van het toernooi vastgesteld op basis van het behaalde puntenpercentage. 
Wijzigingen ten opzichte van de vorige editie
Ten opzichte van de eerste editie van de Hockey Pro League was er geen afsluitend finaletoernooi. De landen speelden nog steeds twee keer tegen elkaar, maar deden dat of thuis, of uit. Bij de volgende editie van de Hockey Pro League wordt dit omgedraaid.

## Deelnemende landen
De negen deelnemende landen zijn in 2017 aangewezen door de FIH.

## Opzet
De negen landen spelen twee keer binnen een kort tijdsbestek tegen elk ander land; of thuis, of uit. De wedstrijden worden gespeeld van januari tot juni. Het land dat in de groep bovenaan eindigt, is de winnaar.
Deelnemende landen
- Argentinië
- Australië
- België
- China
- Duitsland
- Groot-Brittannië
- Nederland
- Nieuw-Zeeland
- Verenigde Staten

## Uitslagen
| Team             | GS  | W | SOW | SOV | V | DV | DT | +/− | PCT  |
| ---------------- | --- | - | --- | --- | - | -- | -- | --- | ---- |
| Nederland        | 11* | 8 | 1   | 0   | 1 | 32 | 7  | +25 | 88,9 |
| Argentinië       | 10  | 5 | 2   | 0   | 3 | 24 | 15 | +9  | 63,3 |
| Groot-Brittannië | 11* | 5 | 2   | 1   | 3 | 24 | 14 | +10 | 55,6 |
| Duitsland        | 8   | 4 | 0   | 1   | 3 | 12 | 11 | +1  | 54,2 |
| Australië        | 7*  | 3 | 1   | 2   | 2 | 11 | 12 | −1  | 54,2 |
| Nieuw-Zeeland    | 10  | 4 | 1   | 2   | 3 | 22 | 19 | +3  | 53,3 |
| België           | 12  | 3 | 1   | 3   | 6 | 19 | 25 | −6  | 36,1 |
| China            | 2   | 0 | 0   | 0   | 2 | 2  | 7  | −5  | 00,0 |
| Verenigde Staten | 9*  | 0 | 0   | 0   | 9 | 7  | 46 | −39 | 00,0 |

* Door omstandigheden is een van de twee ontmoetingen met een ander land niet doorgegaan. De punten uit die ene ontmoeting tellen dubbel en dit is verwerkt in de stand. Het totaal aantal wedstrijden is echter niet verhoogd, waardoor ten onrechte kan worden gedacht dat deze landen, waaronder Nederland, nog een wedstrijd tegoed hebben.
Alle tijden zijn locale tijden.
| 11 januari 2020 14:00 |         |                           |                                                                                              |
| China                 | 0–3     | Nederland                 | Wujin Hockey Stadium, Changzhou Scheidsrechters: Kang Hyun-young (KOR) Junko Wagatsuma (JPN) |
|                       | verslag | Zerbo 8', 40' Leurink 31' | Wujin Hockey Stadium, Changzhou Scheidsrechters: Kang Hyun-young (KOR) Junko Wagatsuma (JPN) |

| 12 januari 2020 14:00 |         |                                             |                                                                                           |
| China                 | 2–4     | Nederland                                   | Wujin Hockey Stadium, Changzhou Scheidsrechters: Amber Church (NZL) Kang Hyun-young (KOR) |
| Peng 30' Chen Yi 54'  | verslag | Nunnink 6' Keetels 23' Welten 36' Matla 47' | Wujin Hockey Stadium, Changzhou Scheidsrechters: Amber Church (NZL) Kang Hyun-young (KOR) |

| 25 januari 2020 14:00 |          |           |                                    |
| Verenigde Staten      | Afgelast | Nederland | Karen Shelton Stadium, Chapel Hill |
|                       | verslag  |           | Karen Shelton Stadium, Chapel Hill |

Als blijk van respect voor de Amerikaanse coach Larry Amar, die die week was overleden, werd hun eerste wedstrijd van de FIH Pro League afgelast. In overeenstemming met de League-voorschriften voor een afgelaste wedstrijd, tellen de punten van de tweede wedstrijd dubbel.
| 25 januari 2020 16:00              |         |                                      |                                                                                        |
| Australië                          | 3–3     | België                               | Sydney Olympic Park, Sydney Scheidsrechters: Amber Church (NZL) Michelle Joubert (RSA) |
| Malone 21' Bone 59' Commerford 60' | verslag | Versavel 33' Englebert 45' Nelen 55' | Sydney Olympic Park, Sydney Scheidsrechters: Amber Church (NZL) Michelle Joubert (RSA) |
| Shoot-out                          |         |                                      | Sydney Olympic Park, Sydney Scheidsrechters: Amber Church (NZL) Michelle Joubert (RSA) |
| Peris Nobbs Malone Lawton Claxton  | 4–2     | Ballenghien Rasir Raye Englebert     | Sydney Olympic Park, Sydney Scheidsrechters: Amber Church (NZL) Michelle Joubert (RSA) |

| 26 januari 2020 14:00 |         |                                                                            | |
| Verenigde Staten      | 0–9     | Nederland                                                                  | Karen Shelton Stadium, Chapel Hill Scheidsrechters: Catalina Montesino (CHI) Irene Presenqui (ARG) |
|                       | verslag | Albers 6', 43', 53' Matla 22' Welten 40', 50', 55' Zerbo 56' Verschoor 59' | Karen Shelton Stadium, Chapel Hill Scheidsrechters: Catalina Montesino (CHI) Irene Presenqui (ARG) |

| 26 januari 2020 15:00       |         |                                          |                                                                                        |
| Australië                   | 1–1     | België                                   | Sydney Olympic Park, Sydney Scheidsrechters: Amber Church (NZL) Michelle Joubert (RSA) |
| Nance 45'                   | verslag | Duquesne 47'                             | Sydney Olympic Park, Sydney Scheidsrechters: Amber Church (NZL) Michelle Joubert (RSA) |
| Shoot-out                   |         |                                          | Sydney Olympic Park, Sydney Scheidsrechters: Amber Church (NZL) Michelle Joubert (RSA) |
| Stewart Nance Kershaw Kenny | 1–3     | Versavel Ballenghien Raye Duquesne Nelen | Sydney Olympic Park, Sydney Scheidsrechters: Amber Church (NZL) Michelle Joubert (RSA) |

| 1 februari 2020 17:00 |         |                          |                                                                                               |
| Nieuw-Zeeland         | 1–2     | België                   | North Harbour Hockey Stadium, Auckland Scheidsrechters: Steve Rogers (AUS) Wanri Venter (RSA) |
| McCaw 17'             | verslag | Ballenghien 2' Weyns 51' | North Harbour Hockey Stadium, Auckland Scheidsrechters: Steve Rogers (AUS) Wanri Venter (RSA) |

| 1 februari 2020 18:30   |         |                  |                                                                                  |
| Australië               | 2–1     | Groot-Brittannië | Sydney Olympic Park, Sydney Scheidsrechters: Kelly Hudson (NZL) Emi Yamada (JPN) |
| Kershaw 26' Stewart 60' | verslag | Robertson 18'    | Sydney Olympic Park, Sydney Scheidsrechters: Kelly Hudson (NZL) Emi Yamada (JPN) |

| 2 februari 2020 15:00    |         |         |                                                                                                  |
| Nieuw-Zeeland            | 4–1     | België  | North Harbour Hockey Stadium, Auckland Scheidsrechters: Wanri Venter (RSA) Aleisha Neumann (AUS) |
| Merry 31', 35', 51', 55' | verslag | Raye 7' | North Harbour Hockey Stadium, Auckland Scheidsrechters: Wanri Venter (RSA) Aleisha Neumann (AUS) |

| 2 februari 2020 17:30 |          |                  |                                                                                  |
| Australië             | Afgelast | Groot-Brittannië | Sydney Olympic Park, Sydney Scheidsrechters: Emi Yamada (JPN) Kelly Hudson (NZL) |
|                       | verslag  | Toman 17'        | Sydney Olympic Park, Sydney Scheidsrechters: Emi Yamada (JPN) Kelly Hudson (NZL) |

De wedstrijd werd tijdens de rust gestaakt vanwege hevige regen en onweer toen Groot-Brittannië met 1-0 voor stond. Overeenkomstig de League-voorschriften voor een afgelaste wedstrijd, tellen de punten van de eerste wedstrijd dubbel.
| 7 februari 2020 18:00                                                             |         |                      |                                                                                     |
| Argentinië                                                                        | 6–2     | Verenigde Staten     | CeNARD, Buenos Aires Scheidsrechters: Catalina Montesino (CHI) Ayanna McClean (TTO) |
| Jankunas 3' Merino 23' Gorzelany 33' Luchetti 37' Sánchez Moccia 57' Rebecchi 60' | verslag | Hoffman 24' West 50' | CeNARD, Buenos Aires Scheidsrechters: Catalina Montesino (CHI) Ayanna McClean (TTO) |

| 8 februari 2020 18:00                                         |         |                  |                                                                                     |
| Argentinië                                                    | 6–1     | Verenigde Staten | CeNARD, Buenos Aires Scheidsrechters: Ayanna McClean (TTO) Catalina Montesino (CHI) |
| Gorzelany 1' Merino 8', 60' Rebecchi 13' Barrionuevo 40', 53' | verslag | West 28'         | CeNARD, Buenos Aires Scheidsrechters: Ayanna McClean (TTO) Catalina Montesino (CHI) |

| 8 februari 2020 19:30 |         |                                   | |
| Nieuw-Zeeland         | 0–3     | Groot-Brittannië                  | North Harbour Hockey Stadium, Auckland Scheidsrechters: Irene Presenqui (ARG) Aleisha Neumann (AUS) |
|                       | verslag | Howard 9' Watson 21' McCallin 50' | North Harbour Hockey Stadium, Auckland Scheidsrechters: Irene Presenqui (ARG) Aleisha Neumann (AUS) |

| 9 februari 2020 17:30                  |         |                                             | |
| Nieuw-Zeeland                          | 2–2     | Groot-Brittannië                            | North Harbour Hockey Stadium, Auckland Scheidsrechters: Aleisha Neumann (AUS) Irene Presenqui (ARG) |
| Shannon 28', 53'                       | verslag | Toman 38' Balsdon sc'                       | North Harbour Hockey Stadium, Auckland Scheidsrechters: Aleisha Neumann (AUS) Irene Presenqui (ARG) |
| Shoot-out                              |         |                                             | North Harbour Hockey Stadium, Auckland Scheidsrechters: Aleisha Neumann (AUS) Irene Presenqui (ARG) |
| Shannon Charlton Merry Ralph Michelsen | 4–5     | Howard Owsley Martin Robertson Toman Howard | North Harbour Hockey Stadium, Auckland Scheidsrechters: Aleisha Neumann (AUS) Irene Presenqui (ARG) |

| 15 februari 2020 17:00            |         |                  | |
| Nieuw-Zeeland                     | 3–1     | Verenigde Staten | Ngā Puna Wai Sports Hub, Christchurch Scheidsrechters: Junko Wagatsuma (JPN) Annelize Rostron (RSA) |
| Merry 13' Shannon 22' Keddell 33' | verslag | Campbell 44'     | Ngā Puna Wai Sports Hub, Christchurch Scheidsrechters: Junko Wagatsuma (JPN) Annelize Rostron (RSA) |

| 15 februari 2020 20:30   |         |           |                                                                                   |
| Argentinië               | 2–0     | Nederland | CeNARD, Buenos Aires Scheidsrechters: Maggie Giddens (USA) Michelle Meister (GER) |
| Gorzelany 35' Merino 57' | verslag |           | CeNARD, Buenos Aires Scheidsrechters: Maggie Giddens (USA) Michelle Meister (GER) |

| 16 februari 2020 20:30 |         |                                  |                                                                                   |
| Argentinië             | 1–3     | Nederland                        | CeNARD, Buenos Aires Scheidsrechters: Michelle Meister (GER) Maggie Giddens (USA) |
| Gorzelany 18'          | verslag | Matla 30' Jansen 42' Fortuin 60' | CeNARD, Buenos Aires Scheidsrechters: Michelle Meister (GER) Maggie Giddens (USA) |

| 16 februari 2020 20:30             |         |                  | |
| Nieuw-Zeeland                      | 3–1     | Verenigde Staten | Ngā Puna Wai Sports Hub, Christchurch Scheidsrechters: Annelize Rostron (RSA) Junko Wagatsuma (JPN) |
| Merry 16' Michelsen 38' Jaques 54' | verslag | Grega 47'        | Ngā Puna Wai Sports Hub, Christchurch Scheidsrechters: Annelize Rostron (RSA) Junko Wagatsuma (JPN) |

| 28 februari 2020 20:00       |         |                                                |                                                                                                 |
| Nieuw-Zeeland                | 1–1     | Argentinië                                     | Ngā Puna Wai Sports Hub, Christchurch Scheidsrechters: Aleisha Neumann (AUS) Liu Xiaoying (CHN) |
| Ralph 19'                    | verslag | Albertario 37'                                 | Ngā Puna Wai Sports Hub, Christchurch Scheidsrechters: Aleisha Neumann (AUS) Liu Xiaoying (CHN) |
| Shoot-out                    |         |                                                | Ngā Puna Wai Sports Hub, Christchurch Scheidsrechters: Aleisha Neumann (AUS) Liu Xiaoying (CHN) |
| Shannon Charlton Merry Ralph | 1–3     | Jankunas Miranda Albertario M. Granatto Jardel | Ngā Puna Wai Sports Hub, Christchurch Scheidsrechters: Aleisha Neumann (AUS) Liu Xiaoying (CHN) |

| 1 maart 2020 17:30                |         |                                    | |
| Nieuw-Zeeland                     | 5–3     | Argentinië                         | Ngā Puna Wai Sports Hub, Christchurch Scheidsrechters: Junko Wagatsuma (JPN) Aleisha Neumann (AUS) |
| Merry 3', 11', 13', 54' Ralph 47' | verslag | M. Granatto 26', 31' Gorzelany 48' | Ngā Puna Wai Sports Hub, Christchurch Scheidsrechters: Junko Wagatsuma (JPN) Aleisha Neumann (AUS) |

| 6 maart 2020 18:00 |         |                            |                                                                                    |
| Australië          | 0–2     | Argentinië                 | Perth Hockey Stadium, Perth Scheidsrechters: Amber Church (NZL) Kelly Hudson (NZL) |
|                    | verslag | Jankunas 14' Gorzelany 48' | Perth Hockey Stadium, Perth Scheidsrechters: Amber Church (NZL) Kelly Hudson (NZL) |

| 7 maart 2020 16:00 |         |                               |                                                                                    |
| Australië          | 0–2     | Argentinië                    | Perth Hockey Stadium, Perth Scheidsrechters: Amber Church (NZL) Kelly Hudson (NZL) |
|                    | verslag | V. Granatto 25' Toccalino 59' | Perth Hockey Stadium, Perth Scheidsrechters: Amber Church (NZL) Kelly Hudson (NZL) |

| 22 september 2020 18:00 |         |        |                                                                                    |
| Duitsland               | 2–0     | België | Düsseldorfer HC, Düsseldorf Scheidsrechters: Alison Leogh (IRL) Sarah Wilson (SCO) |
| Heyn 36' Micheel 47'    | verslag |        | Düsseldorfer HC, Düsseldorf Scheidsrechters: Alison Leogh (IRL) Sarah Wilson (SCO) |

| 23 september 2020 15:30         |         |                 |                                                                                    |
| Duitsland                       | 3–1     | België          | Düsseldorfer HC, Düsseldorf Scheidsrechters: Sarah Wilson (SCO) Alison Leogh (IRL) |
| Gablać 24' Pieper 33' Grote 46' | verslag | Ballenghien 21' | Düsseldorfer HC, Düsseldorf Scheidsrechters: Sarah Wilson (SCO) Alison Leogh (IRL) |

| 27 oktober 2020 16:30              |         |                            |                                                                                                |
| Nederland                          | 1–1     | Groot-Brittannië           | Wagenerstadion, Amstelveen Scheidsrechters: Jonas van 't Hek (NED) Céline Martin-Schmets (BEL) |
| Dicke 2'                           | verslag | Hunter 43'                 | Wagenerstadion, Amstelveen Scheidsrechters: Jonas van 't Hek (NED) Céline Martin-Schmets (BEL) |
| Shoot-out                          |         |                            | Wagenerstadion, Amstelveen Scheidsrechters: Jonas van 't Hek (NED) Céline Martin-Schmets (BEL) |
| Sanders De Waard Welten Van Geffen | 3–1     | Rayer Howard Owsley Petter | Wagenerstadion, Amstelveen Scheidsrechters: Jonas van 't Hek (NED) Céline Martin-Schmets (BEL) |

| 29 oktober 2020 16:30                   |         |                  |                                                                                              |
| Nederland                               | 3–0     | Groot-Brittannië | Wagenerstadion, Amstelveen Scheidsrechters: Céline Martin-Schmets (BEL) Coen van Bunge (NED) |
| Van Maasakker 2' Matla 26' De Goede 46' | verslag |                  | Wagenerstadion, Amstelveen Scheidsrechters: Céline Martin-Schmets (BEL) Coen van Bunge (NED) |

| 31 oktober 2020 14:00                  |         |                               |                                                                                                |
| België                                 | 1–1     | Groot-Brittannië              | Royal Uccle Sport, Brussel Scheidsrechters: Jonas van 't Hek (NED) Céline Martin-Schmets (BEL) |
| Duquesne 30'                           | verslag | Jones 11'                     | Royal Uccle Sport, Brussel Scheidsrechters: Jonas van 't Hek (NED) Céline Martin-Schmets (BEL) |
| Shoot-out                              |         |                               | Royal Uccle Sport, Brussel Scheidsrechters: Jonas van 't Hek (NED) Céline Martin-Schmets (BEL) |
| Versavel S. Vanden Borre Duquesne Raye | 1–3     | Owsley Toman Robertson Howard | Royal Uccle Sport, Brussel Scheidsrechters: Jonas van 't Hek (NED) Céline Martin-Schmets (BEL) |

| 1 november 2020 14:00 |         |                           |                                                                                              |
| België                | 1–2     | Groot-Brittannië          | Royal Uccle Sport, Brussel Scheidsrechters: Céline Martin-Schmets (BEL) Coen van Bunge (NED) |
| Nelen 16'             | verslag | Owsley 14' Robertson 45+' | Royal Uccle Sport, Brussel Scheidsrechters: Céline Martin-Schmets (BEL) Coen van Bunge (NED) |

| 4 november 2020 18:00 |         |                                              |                                                                                                |
| België                | 0–4     | Nederland                                    | Royal Uccle Sport, Brussel Scheidsrechters: Céline Martin-Schmets (BEL) Jonas van 't Hek (NED) |
|                       | verslag | Welten 27' Matla 31' Stam 36' Van Geffen 36' | Royal Uccle Sport, Brussel Scheidsrechters: Céline Martin-Schmets (BEL) Jonas van 't Hek (NED) |

| 6 maart 2021 14:00          |         |           |                                                                                                |
| Nederland                   | 2–1     | Duitsland | Wagenerstadion, Amstelveen Scheidsrechters: Céline Martin-Schmets (BEL) Jonas van 't Hek (NED) |
| Matla 35' Van den Assem 40' | verslag | Hahn 12'  | Wagenerstadion, Amstelveen Scheidsrechters: Céline Martin-Schmets (BEL) Jonas van 't Hek (NED) |

| 7 maart 2021 14:00       |         |           |                                                                                              |
| Nederland                | 3–0     | Duitsland | Wagenerstadion, Amstelveen Scheidsrechters: Céline Martin-Schmets (BEL) Coen van Bunge (NED) |
| Dicke 2' Welten 34', 36' | verslag |           | Wagenerstadion, Amstelveen Scheidsrechters: Céline Martin-Schmets (BEL) Coen van Bunge (NED) |

| 3 april 2021 17:00                               |         |                                        |                                                                                         |
| Argentinië                                       | 0–0     | Duitsland                              | CeNARD, Buenos Aires Scheidsrechters: Irene Presenqui (ARG) Carolina de la Fuente (ARG) |
|                                                  | verslag |                                        | CeNARD, Buenos Aires Scheidsrechters: Irene Presenqui (ARG) Carolina de la Fuente (ARG) |
| Shoot-out                                        |         |                                        | CeNARD, Buenos Aires Scheidsrechters: Irene Presenqui (ARG) Carolina de la Fuente (ARG) |
| Forcherio Albertario V. Granatto Jankunas Merino | 3–2     | Zimmermann Oruz Lorenz Pieper Maertens | CeNARD, Buenos Aires Scheidsrechters: Irene Presenqui (ARG) Carolina de la Fuente (ARG) |

| 4 april 2021 17:00 |         |                                       |                                                                                         |
| Argentinië         | 1–3     | Duitsland                             | CeNARD, Buenos Aires Scheidsrechters: Carolina de la Fuente (ARG) Irene Presenqui (ARG) |
| Gorzelany 51'      | verslag | Stapenhorst 3' Heinz 24' Maertens 31' | CeNARD, Buenos Aires Scheidsrechters: Carolina de la Fuente (ARG) Irene Presenqui (ARG) |

| 12 mei 2021 20:00          |         |                                           | |
| Groot-Brittannië           | 2–3     | Duitsland                                 | Lee Valley Hockey and Tennis Centre, Londen Scheidsrechters: Sarah Wilson (SCO) Hannah Harrison (ENG) |
| Robertson 11' Townsend 32' | verslag | Fleschütz 14' Micheel 41' Stapenhorst 57' | Lee Valley Hockey and Tennis Centre, Londen Scheidsrechters: Sarah Wilson (SCO) Hannah Harrison (ENG) |

| 13 mei 2021 20:00      |         |           | |
| Groot-Brittannië       | 2–0     | Duitsland | Lee Valley Hockey and Tennis Centre, Londen Scheidsrechters: Hannah Harrison (ENG) Sarah Wilson (SCO) |
| Toman 23' Townsend 30' | verslag |           | Lee Valley Hockey and Tennis Centre, Londen Scheidsrechters: Hannah Harrison (ENG) Sarah Wilson (SCO) |

| 15 mei 2021 17:30          |         |                  |                                                                                                |
| België                     | 3–0     | Verenigde Staten | Wilrijkse Plein, Antwerpen Scheidsrechters: Laurine Delforge (BEL) Céline Martin-Schmets (BEL) |
| Raye 17', 58' Duquesne 33' | verslag |                  | Wilrijkse Plein, Antwerpen Scheidsrechters: Laurine Delforge (BEL) Céline Martin-Schmets (BEL) |

| 16 mei 2021 17:30                                                      |         |                  |                                                                                           |
| België                                                                 | 6–1     | Verenigde Staten | Wilrijkse Plein, Antwerpen Scheidsrechters: Michelle Meister (GER) Laurine Delforge (BEL) |
| Ballenghien 16', 31' S. Vanden Borre 23', 34' Ikegwuonu 24' Breyne 35' | verslag | Gonzales 54'     | Wilrijkse Plein, Antwerpen Scheidsrechters: Michelle Meister (GER) Laurine Delforge (BEL) |

| 22 mei 2021 15:30                                 |         |                  | |
| Groot-Brittannië                                  | 5–1     | Verenigde Staten | Lee Valley Hockey and Tennis Centre, Londen Scheidsrechters: Sarah Wilson (SCO) Alison Keogh (IRL) |
| Petter 15', 30' Robertson 37' Toman 41' Rayer 50' | verslag | Briddell 57'     | Lee Valley Hockey and Tennis Centre, Londen Scheidsrechters: Sarah Wilson (SCO) Alison Keogh (IRL) |

| 23 mei 2021 14:30                                          |         |                  | |
| Groot-Brittannië                                           | 5–0     | Verenigde Staten | Lee Valley Hockey and Tennis Centre, Londen Scheidsrechters: Alison Keogh (IRL) Sarah Wilson (SCO) |
| Balsdon 2' Ansley 15' Haycroft 16' Robertson 48' Jones 52' | verslag |                  | Lee Valley Hockey and Tennis Centre, Londen Scheidsrechters: Alison Keogh (IRL) Sarah Wilson (SCO) |

| 30 mei 2021 14:00 |         |                                        |                                                                                                |
| België            | 0–3     | Nederland                              | Wilrijkse Plein, Antwerpen Scheidsrechters: Laurine Delforge (BEL) Céline Martin-Schmets (BEL) |
|                   | verslag | Keetels 9' Matla 39' Van Maasakker 40' | Wilrijkse Plein, Antwerpen Scheidsrechters: Laurine Delforge (BEL) Céline Martin-Schmets (BEL) |

| 26 juni 2021 15:00                |         |                                     |                                                                                       |
| Australië                         | 2–2     | Nieuw-Zeeland                       | Perth Hockey Stadium, Perth Scheidsrechters: Kelly Hudson (NZL) Aleisha Neumann (AUS) |
| Malone FG' Chalker FG'            | verslag | Michelsen FG' Ralph FG'             | Perth Hockey Stadium, Perth Scheidsrechters: Kelly Hudson (NZL) Aleisha Neumann (AUS) |
| Shoot-out                         |         |                                     | Perth Hockey Stadium, Perth Scheidsrechters: Kelly Hudson (NZL) Aleisha Neumann (AUS) |
| S. Fitzpatrick Lawton Nobbs Peris | 0–2     | Shannon Merry Keddell Charlton King | Perth Hockey Stadium, Perth Scheidsrechters: Kelly Hudson (NZL) Aleisha Neumann (AUS) |

| 27 juni 2021 15:00                         |         |               |                                                                                       |
| Australië                                  | 3–1     | Nieuw-Zeeland | Perth Hockey Stadium, Perth Scheidsrechters: Aleisha Neumann (AUS) Kelly Hudson (NZL) |
| S. Fitzpatrick 16' Squibb 34' Williams 57' | verslag | Merry 4'      | Perth Hockey Stadium, Perth Scheidsrechters: Aleisha Neumann (AUS) Kelly Hudson (NZL) |

| Afgelast |         |        |  |
| China    | –       | België |  |
|          | verslag |        |  |

| Afgelast |         |        |  |
| China    | –       | België |  |
|          | verslag |        |  |

| Afgelast         |         |           |  |
| Verenigde Staten | –       | Australië |  |
|                  | verslag |           |  |

| Afgelast         |         |           |  |
| Verenigde Staten | –       | Australië |  |
|                  | verslag |           |  |

| Afgelast         |         |           |  |
| Verenigde Staten | –       | Duitsland |  |
|                  | verslag |           |  |

| Afgelast   |         |       |  |
| Argentinië | –       | China |  |
|            | verslag |       |  |

| Afgelast         |         |           |  |
| Verenigde Staten | –       | Duitsland |  |
|                  | verslag |           |  |

| Afgelast   |         |       |  |
| Argentinië | –       | China |  |
|            | verslag |       |  |

| Afgelast         |         |       |  |
| Verenigde Staten | –       | China |  |
|                  | verslag |       |  |

| Afgelast         |         |       |  |
| Verenigde Staten | –       | China |  |
|                  | verslag |       |  |

| Afgelast  |         |       |  |
| Duitsland | –       | China |  |
|           | verslag |       |  |

| Afgelast  |         |       |  |
| Duitsland | –       | China |  |
|           | verslag |       |  |

| Afgelast         |         |       |  |
| Groot-Brittannië | –       | China |  |
|                  | verslag |       |  |

| Afgelast         |         |       |  |
| Groot-Brittannië | –       | China |  |
|                  | verslag |       |  |

| Afgelast         |         |            |  |
| Groot-Brittannië | –       | Argentinië |  |
|                  | verslag |            |  |

| Afgelast |         |           |  |
| China    | –       | Australië |  |
|          | verslag |           |  |

| Afgelast         |         |            |  |
| Groot-Brittannië | –       | Argentinië |  |
|                  | verslag |            |  |

| Afgelast |         |           |  |
| China    | –       | Australië |  |
|          | verslag |           |  |

| Afgelast  |         |               |  |
| Nederland | –       | Nieuw-Zeeland |  |
|           | verslag |               |  |

| Afgelast  |         |               |  |
| Nederland | –       | Nieuw-Zeeland |  |
|           | verslag |               |  |

| Afgelast  |         |               |  |
| Duitsland | –       | Nieuw-Zeeland |  |
|           | verslag |               |  |

| Afgelast  |         |               |  |
| Duitsland | –       | Nieuw-Zeeland |  |
|           | verslag |               |  |

| Afgelast |         |            |  |
| België   | –       | Argentinië |  |
|          | verslag |            |  |

| Afgelast |         |            |  |
| België   | –       | Argentinië |  |
|          | verslag |            |  |

| Afgelast  |         |           |  |
| Nederland | –       | Australië |  |
|           | verslag |           |  |

| Afgelast  |         |           |  |
| Nederland | –       | Australië |  |
|           | verslag |           |  |

| Afgelast  |         |           |  |
| Duitsland | –       | Australië |  |
|           | verslag |           |  |

| Afgelast |         |               |  |
| China    | –       | Nieuw-Zeeland |  |
|          | verslag |               |  |

| Afgelast  |         |           |  |
| Duitsland | –       | Australië |  |
|           | verslag |           |  |

| Afgelast |         |               |  |
| China    | –       | Nieuw-Zeeland |  |
|          | verslag |               |  |

## Eindstand
| Pos. | Team             |
| ---- | ---------------- |
| 1    | Nederland        |
| 2    | Argentinië       |
| 3    | Groot-Brittannië |
| 4    | Duitsland        |
| 5    | Australië        |
| 6    | Nieuw-Zeeland    |
| 7    | België           |
| 8    | China            |
| 9    | Verenigde Staten |

## Uitzendrechten
In Nederland was de Hockey Pro League te zien de rechtenhouder Ziggo Sport, die zowel de rechten van het mannen- als het vrouwentoernooi in handen had. Ziggo Sport zond alle wedstrijden van het Nederlandse vrouwenteam live uit op kanaal 14 van Ziggo Sport (gratis beschikbaar voor klanten van tv-aanbieder Ziggo) en op betaalzender Ziggo Sport Totaal.